# Behati Prinsloo
Behati Prinsloo (Vanderbijlpark, 16 de maio de 1988) é uma supermodelo namibiana, nascida na África do Sul. Faz parte do casting da linha de lingerie Victoria's Secret. Ficou conhecida por seus trabalhos nas marcas Prada, Lacoste, H&M e por ser uma das angels da Victoria's Secret.
Entre 2008 e 2011, foi embaixadora da coleção Pink, submarca da Victoria's Secret, tornando-se ainda Angel durante esse período. Prinsloo foi descoberta por Sarah Doukas, o mesmo olheiro que revelou Kate Moss.

## Carreira
Nascida na cidade de Vanderbijlpark, na África do Sul, mas criada em Grootfontein, na Namíbia, a jovem Behati, que nunca pensou em ser modelo, fora descoberta enquanto passava férias na Cidade do Cabo, África do Sul, por Sarah Doukas, em 2005. Behati não conseguiu dizer não para as insistências do olheiro. Aceitou sua proposta e, no mesmo ano, em setembro, fez seus primeiros editorais de moda: posou para a Prada e ainda apareceu em um editorial da Vogue britânica, esta que é considerada a mais importante revista de moda do mundo.
Em 2006, durante a semana de moda de Paris, desfilou para a grife de alta costura Atsuro Tayama. Neste evento, vestiu a coleção primavera-verão da respectiva marca. Ainda em 2006, participou de outros trabalhos que foram somados ao seu currículo profissional. Entre os editoriais estrelados pela modelo, destacam-se Alexander McQueen, Nina Ricci, H&M e Marc Jacobs.
No ano seguinte, em 2007, Prinsloo desfilou pela primeira vez pela Victoria's Secret. Com um pouco mais de experiência, adquirida ao longo dos anos como modelo, fez sua estreia desfilando na seção Pink, a qual se tornaria representante anos depois.
Os anos seguintes, entre 2008 e 2011, foram muito importantes para a vida profissional da modelo.
Em 2008, a modelo foi convidada para estrelar o videoclipe de The Virgins, uma banda de indie rock norte-americana. No vídeo, intitulado Rich Girls, Prinsloo aparece como a ''garota rica'', sensual e sedutora
Em 2009, foi promovida a Angel da Victoria's Secret, considerado o contrato mais importante para uma modelo da grife e participou de editoriais para as grifes Lacoste, Badgley Mischka, Oscar de la Renta, além de outras.
Em 2010 mais editoriais e desfiles, posou mais uma vez para a Lacoste e, pela primeira vez, para Diane von Furstenberg, Milly e Tibi. Em 2011, esteve mais uma vez entre os anúncios da H&M e desfilou mais uma vez como angel da Victoria's Secret. Posteriormente, participou no clipe Animals, de Maroon 5, e do episódio 9 da terceira temporada de Hawaii Five-0.
Em 2014 e 2015, ganhou destaque abrindo os shows da grife da qual participa como angel, Victoria's Secret Fashion Show.